# István Werbőczy

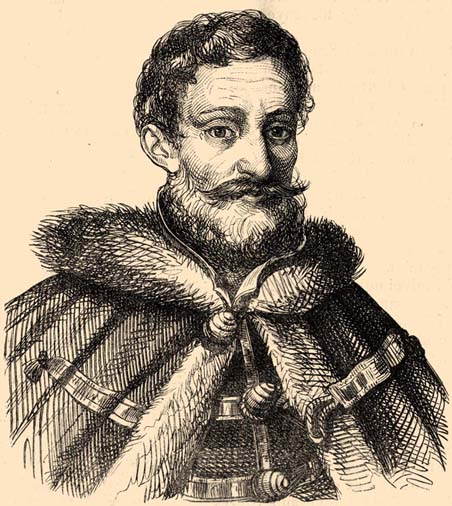
István Werbőczy

István Werbőczy, född omkring 1458, död 13 oktober 1541 i Buda, var en ungersk politiker och jurist. 
Werbőczy var under slutet av 1400- och början av 1500-talet den ungerska lågadelns högt ansedde och mäktige anförare. Han samlade och ordnade de ungerska rättstraditionerna i Opus tripartitum juris consuetudinarii inclyti regni Hungariæ, fastställt som gällande lag av ständerna 1514 (tryckt i Wien 1517; ungersk översättning 1565). Detta verk bildade ända till 1848 grundvalen för Ungerns rätt.